# FK Blansko
FK Blansko is een Tsjechische voetbalclub uit Blansko. De club is in 2004 opgericht als FK APOS Blansko met de samenvoeging van ASK Blansko a TJ ČKD Blansko en speelt in de Fortuna národní liga. In het seizoen 2019/20 stond FK Blansko op de eerste plaats in de MSFL bij de voortijdige beëindiging van de competitie door de coronapandemie en promoveerde hierdoor naar de Fortuna národní liga.

## Naamsveranderingen
- 2004 - FK APOS Blansko (Fotbalový klub APOS Blansko)
- 2012 - FK Blansko (Fotbalový klub Blansko)